# Corallina polysticha
Corallina polysticha E.Y. Dawson, 1953  é o nome botânico  de uma espécie de algas vermelhas pluricelulares do gênero Corallina.
- São algas marinhas encontradas na Califórnia e no México (Pacífico).

## Sinonímia
Não apresenta sinônimos.